# Westlake (Ohio)
Westlake és una població dels Estats Units a l'estat d'Ohio. Segons el cens del 2000 tenia 31.719 habitants.

## Demografia
Segons el cens del 2000, Westlake tenia 31.719 habitants, .12.826 habitatges, i 8.195 famílies. La densitat de població era de 770,2 habitants/km².
Dels 12.826 habitatges en un 28,5% hi vivien nens de menys de 18 anys, en un 55,9% hi vivien parelles casades, en un 5,8% dones solteres, i en un 36,1% no eren unitats familiars. En el 32% dels habitatges hi vivien persones soles el 12,7% de les quals corresponia a persones de 65 anys o més que vivien soles. El nombre mitjà de persones vivint en cada habitatge era de 2,37 i el nombre mitjà de persones que vivien en cada família era de 3,06.
Per edats la població es repartia de la següent manera: un 22,8% tenia menys de 18 anys, un 5,6% entre 18 i 24, un 26,8% entre 25 i 44, un 0% de 45 a 60 i un 2,8% 65 anys o més.
L'edat mediana era de 42 anys. Per cada 100 dones de 18 o més anys hi havia 85,3 homes.
La renda mediana per habitatge era de 64.963 $ i la renda mediana per família de 81.228 $. Els homes tenien una renda mediana de 60.429 $ mentre que les dones 36.999 $. La renda per capita de la població era de 37.142 $. Aproximadament l'1,3% de les famílies i el 2,5% de la població estaven per davall del llindar de pobresa.

## Poblacions més properes
El següent diagrama mostra les poblacions més properes.